# Attagenus luteithorax
Attagenus luteithorax es una especie de coleóptero de la familia Dermestidae.

## Distribución geográfica
Habita en Kenia.